# Associazione Calcio Libertas
L'Associazione Calcio Libertas, meglio nota come Libertas, è una società polisportiva sammarinese, con sede a Borgo Maggiore. Si tratta della più antica associazione sportiva della repubblica, essendo stata fondata il 4 settembre 1928, e come tale fa parte del Club of Pioneers.
Il club gioca nel Campionato Dilettanti e il suo colore sociale è il granata.

## Storia
La Libertas fu la prima squadra a laurearsi campione nazionale, vincendo l'edizione 1937 della Coppa Titano con tre punti di vantaggio sulla Castellana. Fino al 1961 il club si aggiudicherà tutte le edizioni del torneo disputatesi.
Dopo l'interruzione delle attività causata dalla seconda guerra mondiale, nel 1945 la Libertas viene riorganizzata, tentando poi inutilmente di iscriversi al campionato italiano di Prima Categoria: il CONI motiverà la bocciatura dei sammarinesi con l'inadeguatezza del terreno di gioco, il vetusto campo "Sotto il Monte".
Nel 1982 la Libertas è la prima società calcistica della repubblica insignita di Medaglia d'oro al valore atletico e sportivo, onorificenza concessa in occasione dei cinquant'anni di attività.
Dopo un lungo periodo di insuccessi, il tecnico che riporta al trionfo i granata è Pier Luigi Parenti, già segretario federale, con cui la Libertas si aggiudica la Coppa Titano nel 1987, 1989 e nel 1991; arrivano anche due Trofei Federali, conquistati nel 1989 e 1992. Nel 1995-1996 i granata si aggiudicano lo scudetto sammarinese per la prima volta nella loro storia, nonché l'unica. Sempre nel 1996 arriva la terza vittoria nel Trofeo Federale, ultimo successo prima di un decennio di piazzamenti. Il giocatore-simbolo di questo decennio è Teodoro Bernardini, vincitore della classifica marcatori per 6 volte.
Nel 2006 il club si è aggiudicato la Coppa Titano per la decima volta nella sua storia. Il 19 luglio 2007 è una data storica per il calcio sammarinese: i granata partecipano per la prima volta al primo turno di qualificazione di Coppa Uefa. Incontrano nel sorteggio gli irlandesi del Drogheda United.
A Serravalle, nel San Marino Stadium, la Libertas pareggia 1-1 con reti di Zayed al 44' e Federico Nanni al 77'. È il primo pareggio di una squadra sammarinese nelle competizioni europee.
Nella partita di ritorno al Dalymount Park Dublin, il 2 agosto 2007, il Drogheda United vince per 3-0 sui granata.
La Libertas torna nelle competizioni europee il 5 luglio 2012 a Macedonia nel Bashkimi stadium per affrontare il Renova. Finisce 4-0 per i macedoni all'andata e 4-0 al ritorno a Serravalle il 12 luglio 2012.
L'anno dopo la Libertas ci riprova ma incontra il Sarajevo (BOS). Il 4 luglio 2013 all'Asim Ferhatovic Hase Stadium, la Libertas perde 1-0. L'11 luglio, nella partita di ritorno, i ragazzi di San Marino sfiorano l'impresa: a Serravalle nel San Marino Stadium, dopo la rete bosniaca di Haurdic al 2', Morelli al 28' pareggia momentaneamente. Al 46' del primo tempo è Todorovic a siglare il 2-1 del Sarajevo. La Libertas esce fra gli applausi.
In seguito alla vittoria dell'edizione Coppa Titano 2013-2014, la Libertas raggiunge quota 11 titoli e si qualifica, per il terzo anno consecutivo, all'Europa League.
Incontra i bulgari del Botev e il 3 luglio 2014 in Bulgaria finisce 4-0 per il BOTEV. Al ritorno, il 10 luglio 2014 a Serravalle finisce 2-0 per i bulgari.
Il 17 settembre 2014, la Libertas vince la Supercoppa contro La Fiorita in una partita dalle mille emozioni: 3-3 dopo i tempi supplementari con reti di Bollini al 7' (LF), Rossi al 67' (L), Rocchetti al 70' (L), Petras all'86' (LF), Selva al 96' (LF), Morelli al 113' (L).
Ai rigori vince la Libertas 8-7 e conquista il suo 16º trofeo nazionale

## Palmarès

### Competizioni nazionali
- Campionato sammarinese: 1

1995-1996
- Coppa Titano: 11  (record)

1937, 1950, 1954, 1958, 1959, 1961, 1987, 1989, 1991, 2006, 2013-2014
- Supercoppa di San Marino: 4

1989, 1992, 1996, 2014
NB: Fino al 1986 non esisteva il Campionato Sammarinese e la Coppa Titano era l'unica competizione nazionale, ma i successi vengono conteggiati nella coppa e non nel campionato.

### Altri piazzamenti
- Campionato Sammarinese

Secondo posto: 1991-1992, 2011-2012, 2012-2013
- Coppa Titano

Finalista: 2006-2007, 2014-2015
Semifinalista: 2011-2012, 2012-2013, 2018-2019
- Supercoppa Sammarinese/Trofeo Federale

Finalista: 1987, 2006
Semifinalista: 2003

## Statistiche e record

### Partecipazioni ai tornei internazionali
| Categoria          | Partecipazioni | Debutto   | Ultima stagione |
| ------------------ | -------------- | --------- | --------------- |
| Coppa UEFA         | 1              | 2007-2008 | 2007-2008       |
| UEFA Europa League | 3              | 2012-2013 | 2014-2015       |

#### Risultati nei tornei internazionali
| Stagione | Torneo             | Turno                | Club          | Andata | Ritorno | Totale |
| -------- | ------------------ | -------------------- | ------------- | ------ | ------- | ------ |
| 2007-08  | Coppa UEFA         | 1º turno preliminare | Drogheda Utd  | 1-1    | 0-3     | 1-4    |
| 2012-13  | UEFA Europa League | 1º turno preliminare | Renova        | 0-4    | 0-4     | 0-8    |
| 2013-14  | UEFA Europa League | 1º turno preliminare | FK Sarajevo   | 0-1    | 1-2     | 1-3    |
| 2014-15  | UEFA Europa League | 1º turno preliminare | Botev Plovdiv | 0-4    | 0-2     | 0-6    |

### Statistiche nelle competizioni UEFA
Tabella aggiornata alla fine della stagione 2019-2020.
| Competizione                  | Partecipazioni | G | V | N | P | RF | RS |
| ----------------------------- | -------------- | - | - | - | - | -- | -- |
| Coppa UEFA/UEFA Europa League | 4              | 8 | 0 | 1 | 7 | 2  | 21 |

## Organico

### Rosa
| N. |                       | Ruolo | Calciatore         |
| -- | --------------------- | ----- | ------------------ |
| 1  | San Marino (bandiera) | P     | Matteo Zavoli      |
| 2  | San Marino (bandiera) | D     | Alberto Celli      |
| 3  | Italia (bandiera)     | D     | Daniele Rocchi     |
| 4  | San Marino (bandiera) | C     | Battistini Michael |
| 5  | Italia (bandiera)     | D     | Francesco De Rosa  |
| 6  | San Marino (bandiera) | D     | Davide Simoncini   |
| 7  | San Marino (bandiera) | C     | Maicol Berretti    |
| 8  | San Marino (bandiera) | C     | Enrico Golinucci   |
| 9  | Italia (bandiera)     | A     | Riccardo Paganelli |
| 10 | Italia (bandiera)     | A     | Francesco Perrotta |
| 11 | Italia (bandiera)     | A     | Jacopo Ordonselli  |
| 12 | San Marino (bandiera) | P     | Giuseppe Taddei    |
| 13 | Italia (bandiera)     | A     | Giorgio Mariotti   |

| N. |                       | Ruolo | Calciatore          |
| -- | --------------------- | ----- | ------------------- |
| 14 | San Marino (bandiera) | A     | Marco Casadei       |
| 15 | San Marino (bandiera) | C     | Francesco Stacchini |
| 16 | Italia (bandiera)     | C     | Mattia Lualdi       |
| 17 | San Marino (bandiera) | C     | Mirko Giardi        |
| 18 | San Marino (bandiera) | D     | Manuel Battistini   |
| 19 | Italia (bandiera)     | C     | Umberto Semeraro    |
| 20 | Italia (bandiera)     | C     | Matteo Gaiani       |
| 21 | Italia (bandiera)     | A     | Gianluca Morelli    |
| 23 | Italia (bandiera)     | C     | Federico Pesaresi   |

## Onorificenze
- Medaglia d'oro al valore atletico e sportivo del CONS: 1

1982